# ماونت آیوی (نیویورک)
ماونت آیوی (به انگلیسی: Mount Ivy) یک منطقهٔ مسکونی در ایالات متحده آمریکا است که در شهرستان راکلند، نیویورک واقع شده‌است. ماونت آیوی ۳٫۸ کیلومتر مربع مساحت و ۶٬۸۷۸ نفر جمعیت دارد و ۱۴۰ متر بالاتر از سطح دریا واقع شده‌است.